# 「1分間だけ挿れてもいいよ…」シェアハウスの秘密ルール。
『「1分間だけ挿れてもいいよ…」シェアハウスの秘密ルール。』（いっぷんかんだけいれてもいいよ シェアハウスのひみつルール）は、OUMAによる日本の成人向け漫画作品。スクリーモの「MENSスクリーモ」レーベルの作品として、2019年5月23日から2023年6月30日まで連載された。

## あらすじ
シェアハウスに入居した越智遼太は、ほとんど家事をしない住人花岡桃香・綾瀬奏と、家事をするたびに1分間彼女たちの身体を触ってもいいという約束を結ぶ。

## 登場人物
声はアニメ版の声優。
越智遼太（おち りょうた）
声 - 豆坊主
男子大学生。家事が得意。
花岡桃香（はなおか ももか）
声 - 三浦さとみ
女子大学生。素直な性格。
綾瀬奏（あやせ かなで）
声 - 一色ヒカル
ギャル。酒で失敗することが多い。

## 書誌情報
- OUMA 『「1分間だけ挿れてもいいよ…」シェアハウスの秘密ルール。』 ブラスト出版〈occupai〉、2020年8月18日発売[4]、ISBN 978-4-434-27687-3
- OUMA 『「1分間だけ挿れてもいいよ…」シェアハウスの秘密ルール。』 スクリーモ〈MENSスクリーモ〉、全5巻
  - 電子書籍のみの発売。

  1. 2020年12月4日発売[5]
  2. 2022年12月2日発売[6]
  3. 2023年3月31日発売[7]
  4. 2023年11月3日発売[8]
  5. 2024年10月4日発売[9]

## テレビアニメ
『「1分間だけ触れてもいいよ…」シェアハウスの秘密ルール。』（いっぷんかんだけふれてもいいよ シェアハウスのひみつルール）のタイトルで、2025年1月から3月までTOKYO MX・BS11にて放送された。オンエア版のほかに年齢制限のあるプレミアム版が制作され、AnimeFestaで独占配信される。なお、海外版も販売されているが、局部のモザイクが無い無修正版となっている。
放送前週には「「1分間だけ触れてもいいよ…」シェアハウスの秘密ルール。』特番 1分間じゃ終わらないドキドキシェアスペシャル」を放送。また、第3話翌週には第1話のオーディオコメンタリーが、第6話翌週には総集編が放送された。

### スタッフ
- 原作著者 - OUMA[3]
- 監督・アニメーションプロデューサー - 佐々木純人[3]
- シリーズ構成・シナリオ - イルカ隊長[3]
- キャラクターデザイン・総作画監督 - ハリマス[3]
- 色彩設計 - サイトウ[3]
- 美術監督・美術設定 - チャン・ド・キム・ファン[3]
- 撮影監督 - 有馬総一郎[3]
- 編集 - 新海コウキ[3]
- 音響監督 - 司馬明徳[3]
- 音響制作 - クロコデイル[3]
- 音楽 - でか大
- 企画・プロデュース - 高井晋文
- プロデューサー - 後藤礼雅
- アニメーション制作 - スタジオレオ[3]
- 製作 - 彗星社[3]

### 主題歌
「セッション運命ナイト」
Dai Takanashiによる主題歌。作詞・作曲はDai Takanashi、編曲はYUUKI KANAYA、監修は小林達矢。

### 各話リスト
| 話数  | サブタイトル               | 絵コンテ   | 演出       | 作画監督                          | 初放送日      |
| ----- | -------------------------- | ---------- | ---------- | --------------------------------- | ------------- |
| 第1話 | 可愛すぎるシェアメイトたち | 佐々木純人 | 佐々木純人 | 大飛龍狂一 アートベースバン       | 2025年 1月6日 |
| 第2話 | ねぇ…触って、くれない      | 艶玉       | 佐々木純人 | 片岡康治 アートベースバン         | 1月13日       |
| 第3話 | 私が…してあげる            | 艶玉       | 飛田悠希   | アンドウコウタ アートベースバーン | 1月20日       |
| 第4話 | いま、筋トレしてるからぁ…  | 艶玉       | 飛田悠希   | フォーカス アートベースバーン     | 2月3日        |
| 第5話 | 声…きかれちゃう            | 佐々木純人 | 佐々木純人 | 大飛龍狂一 アートベースバン       | 2月10日       |
| 第6話 | 酔いすぎ…だよ              | 艶玉       | 飛田悠希   | アンドウコウタ アートベースバーン | 2月17日       |
| 第7話 | 映画館で…だめだよ          | 佐々木純人 | 飛田悠希   | フォーカス アートベースバーン     | 3月3日        |
| 第8話 | 1分間じゃ…とまれない       | 佐々木純人 | 佐々木純人 | 南伸一郎 アートベースバーン       | 3月10日       |

### 放送・配信
| 放送期間               | 放送時間                     | 放送局   | 対象地域 | 備考                  |
| ---------------------- | ---------------------------- | -------- | -------- | --------------------- |
| 2025年1月6日 - 3月10日 | 月曜 1:00 - 1:05（日曜深夜） | TOKYO MX | 東京都   |                       |
|                        |                              | BS11     | 日本全域 | BS放送 / 『ANIME+』枠 |

| 配信開始日     | 配信時間                      | 配信サイト | 備考                   |
| -------------- | ----------------------------- | --- | ---------------------- |
| 2024年12月20日 | 先行配信                      | AnimeFesta | プレミアム版を独占配信 |
| 2025年1月6日   | 月曜 0:00（日曜深夜）         | DMM TV |                        |
|                | 月曜 1:00（日曜深夜）         | YouTube | YouTube版を配信        |
| 2025年1月9日   | 木曜 0:00（水曜深夜）以降順次 | U-NEXT アニメ放題 J:COM STREAM みるプラス TELASA HAPPY!動画 dアニメストア ニコニコ動画 ビデオマーケット music.jp カンテレドーガ FOD アニメタイムズ Lemino ABEMA ふらっと動画 |                        |